# Hidden Figures – Unerkannte Heldinnen
Hidden Figures – Unerkannte Heldinnen (Hidden Figures) ist eine US-amerikanische Filmbiografie von Theodore Melfi. Der Film basiert auf dem gleichnamigen Buch von Margot Lee Shetterly. Er erzählt von den drei afroamerikanischen Mathematikerinnen Katherine Johnson, Dorothy Vaughan und Mary Jackson, die maßgeblich am Mercury- und am Apollo-Programm der NASA beteiligt waren. Der mehrdeutige englischsprachige Originaltitel nimmt mit dem Begriff figures (englisch [ˈfɪɡjɚz]) zugleich Bezug auf die Charaktere (Figuren) sowie auf den englischsprachigen Begriff für Zahlen. Der Film wurde am 25. Dezember 2016 in ausgewählten US-amerikanischen Kinos gezeigt und startete am 6. Januar 2017 dort landesweit. Am 2. Februar 2017 kam der Film in die deutschen Kinos.
Im Rahmen der Oscarverleihung 2017 erhielt Hidden Figures – Unerkannte Heldinnen in drei Kategorien eine Nominierung, darunter eine als Bester Film.

## Handlung
Katherine Johnson, Dorothy Vaughan und Mary Jackson sind drei afroamerikanische Mathematikerinnen in den frühen 1960er Jahren, die gemeinsam mit dem Auto zur Arbeit in der West Area Computing Unit am Langley Research Center in Hampton, Virginia fahren, wo sie in der Abteilung Colored Computers Berechnungen für die NASA durchführen. Unter Computern versteht man zu dieser Zeit noch Personen mit mathematischer Begabung, die meist zuvor festgelegte Rechenschritte mit Stift und Papier oder einfachen elektromechanischen Rechenmaschinen durchführen und somit beispielsweise Ingenieure in ihrer Arbeit unterstützen.
Katherine hat drei kleine Töchter, ihr Ehemann ist früh gestorben. Katherines Mutter wohnt bei ihnen und kümmert sich um die Kinder, während sie bei der Arbeit ist.
Katherine wird in die Abteilung Space Task Group versetzt, die die Flugbahnen für die bemannte Raumfahrt berechnet; dort wird ein Mathematiker mit Kenntnissen in Vektorgeometrie gesucht. Da es in dem Gebäude keine Toiletten für schwarze Frauen gibt, muss sie mehrmals täglich zum Gebäude ihrer alten Arbeitsstätte gehen, das weit entfernt ist. Ihren Kaffee darf sie nicht aus derselben Kanne wie die weißen Kollegen nehmen. Die dortigen Mitarbeiter, alle weiß und fast ausschließlich männlich, nehmen sie sehr reserviert auf.
Besonders Paul Stafford ist ihr nicht wohlgesonnen, was dadurch verstärkt wird, dass der Bereichsleiter Al Harrison Katherine anweist, Staffords Berechnungen zu überprüfen. Sie bekommt von ihm nur Unterlagen mit vielen geschwärzten Stellen, bei denen es sich um geheime Daten handeln soll. Katherine hält die Seiten gegen das Licht, um die Daten lesen zu können, und kann so wichtige Berechnungen anstellen. Als Harrison dahinterkommt, gibt sie es zu und wird kurz verdächtigt, eine Spionin zu sein. Dennoch hat Harrison eine neutralere Einstellung zu ihr als Stafford und respektiert sie zunehmend wegen ihrer guten, „über die Zahlen hinausblickenden“ Arbeit.
Katherines Selbstvertrauen wächst allmählich. Als Harrison die lange tägliche Abwesenheit von Katherine auffällt und er ihr diese vorwirft, erzählt sie erstmals von der weit entfernten Toilette und beklagt die schlechte Behandlung und Bezahlung der Schwarzen. Harrison schlägt daraufhin eigenhändig das Schild an einer der Toiletten ab; diese sollen nun von allen Mitarbeitern gleichermaßen benutzt werden können.
Katherine wird mit Jim Johnson, einem Offizier und Kriegsheimkehrer, bekanntgemacht, den sie aber zunächst ablehnt, da er sich ihr gegenüber ungeschickt über ihre Arbeit als Frau äußert. Er lässt aber nicht locker, und sie werden schließlich ein Paar. Ihre Kinder sind von Jim begeistert und bereiten den feierlichen Moment vor, als er um die Hand von Katherine anhält und ihr den Ring seiner Mutter schenkt.
Dorothy Vaughan nimmt wegen einer lang dauernden Krankheit der Stelleninhaberin zwar die Aufgaben eines Supervisors der Colored Computers wahr, ihr Antrag auf entsprechende Beförderung wird jedoch nicht genehmigt. Als sie erfährt, dass ein großer Computer ins Haus geliefert wurde, ist ihr klar, dass dieser die Arbeitsplätze „ihrer“ Frauen gefährdet. Sie besorgt sich Literatur zur Computersprache Fortran, die sie in der städtischen Bibliothek in der „weißen“ Abteilung unentdeckt mitgehen lässt, und beginnt, sich selbst und ihre Frauen in den neuen Kenntnissen fortzubilden. Zudem sucht sie heimlich abends den Standort des Rechners auf. Dorothy studiert die Handbücher der Maschine, arbeitet sich ein und bemerkt überdies einen falschen Anschluss, weshalb das Inbetriebnahme-Team von IBM sie noch nicht zum Laufen bringen konnte.
Die demütigende Niederlage im Wettlauf ins All durch die ersten Raumflüge der Sowjetunion mit einem Tier und einem Menschen an Bord verfolgen die Mitarbeiter im Filmsaal der Forschungseinrichtung. Harrison weist auf die historische Bedeutung ihrer Arbeit hin und treibt die Mitarbeiter zu noch mehr Arbeit an. Der erste bemannte Raumfahrtflug Amerikas mit Alan Shepard ist schließlich erfolgreich.
Mary Jackson wird in eine Abteilung versetzt, die die Raumkapseln entwickelt. Ein Kollege empfiehlt ihr, als Ingenieurin zu arbeiten, da sie wie eine solche denke. Sie bewirbt sich um eine entsprechende Stelle, es stellt sich aber heraus, dass dafür eine Zusatzausbildung erforderlich ist. Allerdings gibt es in Virginia keine Hochschule, die eine solche für Afroamerikaner anbietet. Obwohl ihr Mann zunächst strikt dagegen ist, klagt sie vor Gericht, diese Kurse mit Weißen zusammen absolvieren zu können. Indem sie den Richter darauf hinweist, dass er mit dieser Entscheidung Geschichte schreiben könne, bringt sie ihn dazu, das Urteil zu ihren Gunsten zu fällen.
Bald darauf wird die Erdumkreisung durch John Glenn vorbereitet. Jeden Tag ändern sich die Flugdaten, und da Katherine durch ihre niedrige Sicherheitseinstufung meist zu spät davon erfährt, sind viele ihrer manuellen Berechnungen umsonst. Katherine erreicht mit Beharrlichkeit, dass sie an einem wichtigen Briefing teilnehmen darf, wo sie insbesondere auf Glenn großen Eindruck macht.
Besonders wichtig ist die Ermittlung der Koordinaten für den Wiedereintritt in die Atmosphäre. Dafür sollen neue Formeln gefunden werden. Als dies nicht gelingt, erinnert sich Katherine an das numerische Eulerverfahren, mit dem sie die Berechnung erfolgreich durchführen kann. Außerdem zeigt sich, dass die Methode gut für die neu aufkommende elektronische Datenverarbeitung geeignet ist. Zwischenzeitlich wird ein IBM-Großrechner im Forschungszentrum installiert, den Dorothy zum Laufen bringt.
Als sich schließlich herausstellt, wie gut Dorothy das Gerät bereits beherrscht, ist das Staunen in der Space Task Group groß. Wegen ihrer EDV-Kenntnisse wird Dorothy zum Supervisor einer neuen Abteilung ernannt, die den Rechner mit Daten füttern soll. Sie will aber die Position nur annehmen, wenn sie die Frauen ihrer bisherigen Abteilung mitbringen darf, was ihr genehmigt wird.
Durch die Einführung des IBM-Rechners wird Katherines Job in der Abteilung überflüssig. Als der Rechner jedoch kurz vor dem Start der Rakete widersprüchliche Zahlen liefert, verlangt Glenn von der Bodenstation, diese von Katherine prüfen zu lassen; sonst werde er nicht starten. Katherine rechnet die Zahlen in aller Eile manuell nach und kann dank Harrisons Fürsprache erstmals im Kontrollzentrum den Flug miterleben. Nach einigen Umkreisungen signalisiert plötzlich ein Warnlicht, dass sich Teile des Hitzeschildes lösen können, so dass die Rückkehr zur Erde angeordnet wird. Beim Wiedereintritt in die Erdatmosphäre entsteht ein Feuerball an der Außenhaut der Raumkapsel und die Funkverbindung reißt ab; nach einigem Bangen geht aber alles gut und die Landung gelingt wie berechnet.

## Historischer Hintergrund
Hidden Figures – Unerkannte Heldinnen spielt kurz vor dem Civil Rights Act von Lyndon B. Johnson, der 1964 die Trennung von Schwarzen und Weißen zumindest juristisch aufhob. Bereits vor der Einführung dieses Gesetzes arbeiteten Afroamerikaner in den USA in der wissenschaftlichen Forschung, im Staatsdienst und bei US-Behörden wie der NASA.
Das National Advisory Committee for Aeronautics (NACA) war eine staatliche US-amerikanische Organisation, die sich mit der Grundlagenforschung in der Luftfahrt beschäftigte und ein direkter Vorgänger der späteren NASA. 1915 gegründet, sollte sie Innovationen im Flugzeug- und Antriebsbau koordinieren und auf eine wissenschaftliche Grundlage stellen. Die so erlangten Erkenntnisse wurden der amerikanischen Luftfahrtindustrie zur Verfügung gestellt. Als die NASA, die National Aeronautics and Space Administration, 1958 ihre Arbeit aufnahm, übernahm sie die circa 8000 Angestellten der NACA.
Die dort angestellten schwarzen Mathematikerinnen hatten zu dieser Zeit aufgrund der in den USA praktizierten Rassentrennung ein von ihren weißen Kolleginnen gesondertes Büro und konnten an andere Abteilungen „ausgeliehen“ werden. Frauen wurden als „Computer in Röcken“ und Schwarze als „Colored computers“ bezeichnet (to compute = englisch für „rechnen“). In dieser von Weißen geprägten Männerdomäne hatten es Afroamerikanerinnen doppelt schwer.
Die afroamerikanische Mathematikerin Dorothy Vaughan hatte 1929 an der Wilberforce University ihren Bachelor-Abschluss erworben und arbeitete danach als Mathematiklehrerin. Ihre Arbeit für das NACA nahm sie 1943 auf und gehörte dort zu den ersten Schwarzen, die in einer wissenschaftlichen Funktion in einer Gruppe angestellt waren, die als West Area Computing Unit bezeichnet wurde. Dort waren alle afroamerikanischen Mathematikerinnen zusammengefasst. Aufgrund der Rassengesetze durfte sie allerdings nicht mit Weißen zusammenarbeiten und betrieb mit ihrer Gruppe ihre Forschungen abgeschottet von den übrigen Einheiten. Sie stellte unter der Berufsbezeichnung „(human) computer“ aeronautische Berechnungen an. 1958 wurde Vaughan als „head computer“ Leiterin ihrer Arbeitseinheit. Vaughan starb 2008. Ihre Kollegin Mary Winston Jackson, die ebenfalls Afroamerikanerin war, arbeitete ab 1951 in derselben Abteilung. Sie starb 2005.
Katherine Johnson, die ebenfalls als Afroamerikanerin in dieser Abteilung arbeitete, begann mit 14 Jahren ihr Studium am West Virginia College, für das sie ein Stipendium erhalten hatte. Ihr Dozent bot ihr in ihrem zweiten Jahr an, weiterführende Kurse in höherer Mathematik zu besuchen. Als einzige Schülerin belegte sie Kurse in Analytischer Geometrie und studierte Mathematik im Hauptfach.
Auch Johnson begann ihre NASA-Karriere bereits 1953 bei deren Vorgängerorganisation. Dort bestand ihre Aufgabe darin, Daten aus Windkanal-Experimenten mit Hilfe mathematischer Formeln zu berechnen und grafisch darzustellen sowie Flugschreiber auszuwerten. Hierbei arbeitete sie mit den ersten Computerprogrammen, die von der NASA geschrieben worden waren. Nach nur zwei Wochen gelangte Johnson mit einer Kollegin zunächst befristet in die Abteilung für Flugforschung, die bis dahin ausschließlich aus weißen Männern bestanden hatte, und nahm an Briefings teil, in denen bis dahin ausschließlich Männer zusammengekommen waren.
Johnson war mit ihren Kolleginnen anfänglich in einem fensterlosen Gebäude untergebracht, weit entfernt von den weißen, überwiegend männlichen Wissenschaftlern. Sie lernten hier als erste den Maschinencode für den Betrieb der neu installierten Computer von IBM, der für deren Programmierung notwendig war. Dadurch wurde ihre enorme Begabung von der NASA nicht ignoriert und Johnson wurde befördert. Dennoch gab es weiterhin separate Toiletten für Afroamerikaner, was einen 45-minütigen Weg dorthin für sie zur Folge hatte.
1959 heiratete sie Lieutenant Colonel James A. Johnson, einen Veteranen aus dem Koreakrieg. Johnson wurde für ihre Beiträge zur Berechnung der Flugbahnen für das Mercury-Programm und den ersten bemannten Flug zum Mond im Rahmen der Apollo-11-Mission Ende 2015 mit der Presidential Medal of Freedom ausgezeichnet. Sie starb 2020.
John Glenn, der Johnsons Berechnungen völlig vertraute, wurde später Abgeordneter der Demokratischen Partei im Senat der Vereinigten Staaten. Glenn starb am 8. Dezember 2016, nur wenige Tage vor der Premiere des Films, im Alter von 95 Jahren. Glen Powell, der Glenn im Film spielte, bezeichnete den verdienten Astronauten nach dessen Tod als einen echten Gentleman, der einen an das Unmögliche glauben ließ.
Viele der am Film Beteiligten, so Taraji P. Henson, Janelle Monáe, Kevin Costner und auch Filmkomponist Hans Zimmer, gaben zu, dass ihnen die drei afroamerikanischen NASA-Mitarbeiterinnen, deren Lebensgeschichte und ihr Beitrag zur Ermöglichung der bemannten Raumfahrt vor Beginn des Filmprojekts nicht bekannt gewesen waren. Octavia Spencer glaubte anfänglich, Margot Lee Shetterlys Geschichte, die ihnen vorgestellt wurde, sei Fiktion. Allgemein glaubten die Beteiligten aber auch, dass die Geschichte der im Hintergrund arbeitenden Mathematikerinnen den meisten US-Amerikanern völlig unbekannt gewesen sein dürfte. Pharrell Williams musste nach eigenen Aussagen erst von seiner Mutter darauf hingewiesen werden, dass er Katherine Johnson bereits einige Jahre zuvor bei einer Veranstaltung seiner Non-Profit-Organisation From One Hand To AnOTHER kennengelernt hatte, die diese gemeinsam mit dem Astronauten Leland Devon Melvin besucht hatte.

## Produktion

### Literarische Vorlage und Stab
Der Film basiert auf dem gleichnamigen Buch Hidden Figures der US-amerikanischen Autorin Margot Lee Shetterly, das ebenfalls 2016 erschien. Es handelt sich um das erste Buch von Shetterly und wurde in 16 Sprachen übersetzt. Das im Herbst 2016 erschienene Buch schaffte es innerhalb kürzester Zeit in die Bestsellerliste der New York Times. Im Rahmen der NAACP Image Awards 2017 wurde das Buch in der Kategorie Outstanding Literary Work – Nonfiction ausgezeichnet.
Produziert wurde der Film von Levantine Films, Chernin Entertainment und Fox 2000 Pictures. Die Regie übernahm Theodore Melfi, der gemeinsam mit Allison Schroeder auf der Grundlage von Shetterlys Buch auch die Drehbuchadaption schrieb.

### Besetzung und Synchronisation

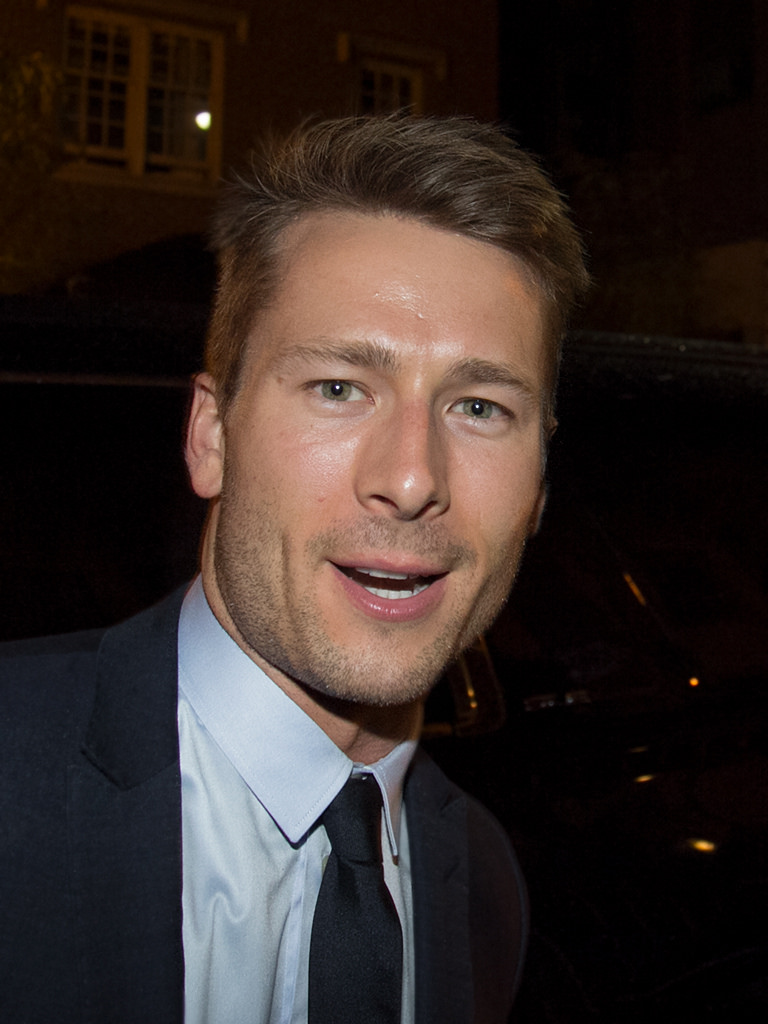
Glen Powell spielt John Glenn

Die Rollen der Mathematikerinnen Katherine Johnson, Dorothy Vaughan und Mary Jackson wurden mit Taraji P. Henson, Octavia Spencer und Janelle Monáe besetzt. Für Monáe, die eigentlich Sängerin ist, handelt es sich um eine ihrer ersten Filmrollen überhaupt. Kevin Costner übernahm die Rolle des Direktors der NASA-Task-Force Al Harrison, Jim Parsons ist in der Rolle seines Kollegen Paul Stafford zu sehen. Kirsten Dunst spielt die Mitarbeiterin Vivian Mitchell, und Aldis Hodge spielt Levi Jackson. Mahershala Ali spielt Katherines anfänglichen Freund und späteren Ehemann Lieutenant Colonel James Jim A. Johnson. In seinem vorherigen Film Moonlight hatte Ali zuletzt noch eine Filmbeziehung mit seiner Schauspielkollegin Janelle Monáe, die nun Katherines Arbeitskollegin Mary Jackson spielt. Glen Powell übernahm die Rolle von John Glenn, dem ersten NASA-Astronauten, der die Erde umrundet.
Taraji P. Henson, Octavia Spencer und Janelle Monáe werden in ihren Rollen als Katherine G. Johnson, Dorothy Vaughan und Mary Jackson im Deutschen von Sandra Schwittau, Martina Treger und Anne Helm synchronisiert. Frank Glaubrecht spricht Kevin Costner in der Rolle als Al Harrison. Gerrit Schmidt-Foß leiht Jim Parsons in seiner Rolle als Paul Stafford seine Stimme. Mahershala Ali in seiner Rolle des Colonel Jim Johnson wird von Dennis Schmidt-Foß synchronisiert. Marie Bierstedt spricht Kirsten Dunst in der Rolle von Vivian Mitchell.

### Dreharbeiten

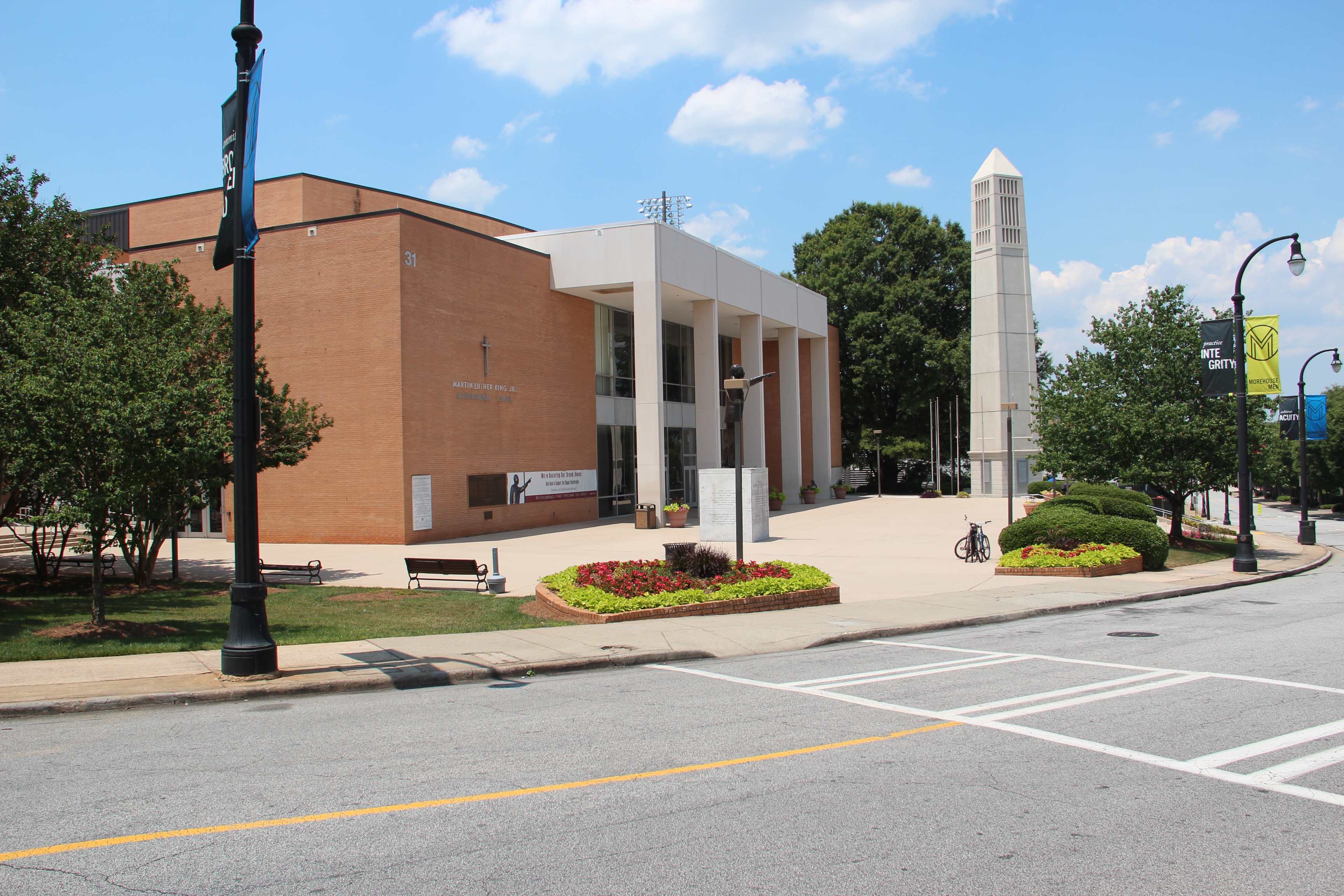
Für Außenaufnahmen der NASA wurden Gebäude auf dem Campus des Morehouse Colleges in Atlanta genutzt

Die Dreharbeiten wurden Anfang März 2016 in Atlanta begonnen. Hier drehte man unter anderem am und im Morehouse College, einem privaten Männer-College, das zur Zeit der Rassentrennung nur von Afroamerikanern besucht werden durfte. Die Gebäude wurden für Außenaufnahmen der NASA genutzt. Ein dort befindliches, in runder Form errichtetes Studentenzentrum diente als Vorlage für das Design der Räumlichkeiten der Space Task Group im Film. In Canton entstanden vor der dortigen Bibliothek weitere Außenaufnahmen.
Weitere Drehorte waren die bei Atlanta gelegene Stadt East Point, wo sich im Film Katherine Johnsons Zuhause befindet, und Monroe östlich von Atlanta, wo Aufnahmen in der Innenstadt gemacht wurden. Weitere Filmaufnahmen wurden in einem Werk von Lockheed Martin Aeronautics auf der Dobbins Air Reserve Base in Marietta gemacht. So fanden Aufnahmen im dortigen Windkanal statt. Die Produktionskosten des Films belaufen sich auf 25 Millionen US-Dollar.

### Filmmusik
Im April 2016 wurde bekannt, dass Pharrell Williams die Produktion des Films in musikalischer Hinsicht übernimmt und die Musikauswahl trifft. Für Produktionen dieser Art hatte Williams 2012 das Kreativunternehmen i am OTHER Entertainment gegründet. Williams übernahm die Gestaltung des musikalischen Gesamtkonzeptes und des Soundtracks zum Film, der auch mehrere von Williams geschriebene Tracks enthält, so die Lieder Crave, Runnin’ und Surrender, die bereits vorab im Oktober und im November 2016 veröffentlicht wurden. Zudem sind auf dem Soundtrack Songs von Lalah Hathaway, Kim Burrell, Alicia Keys, Mary J. Blige und von Janelle Monáe enthalten, die im Film in einer Hauptrolle zu sehen ist.
Williams komponierte die Filmmusik gemeinsam mit Hans Zimmer, mit dem er bereits als Teil der The Magnificent Six für den Soundtrack des Films The Amazing Spider-Man 2: Rise of Electro zusammenarbeitete. Zudem war Benjamin Wallfisch an den Arbeiten zur Filmmusik beteiligt. Im Dezember 2016 wurde der Soundtrack als Anwärter bei der Oscarverleihung 2017 in der Kategorie Beste Filmmusik in die Kandidatenliste (Longlist) aufgenommen, aus denen die Mitglieder der Akademie die offiziellen Nominierungen bestimmten. Die auf dem Soundtrack enthaltenen Lieder I See A Victory und Runnin’ wurden in die Longlist für den Besten Filmsong aufgenommen. Der Soundtrack umfasst insgesamt zehn Tracks und wurde am 9. Dezember 2016 von Columbia Records veröffentlicht.

### Marketing und Veröffentlichung

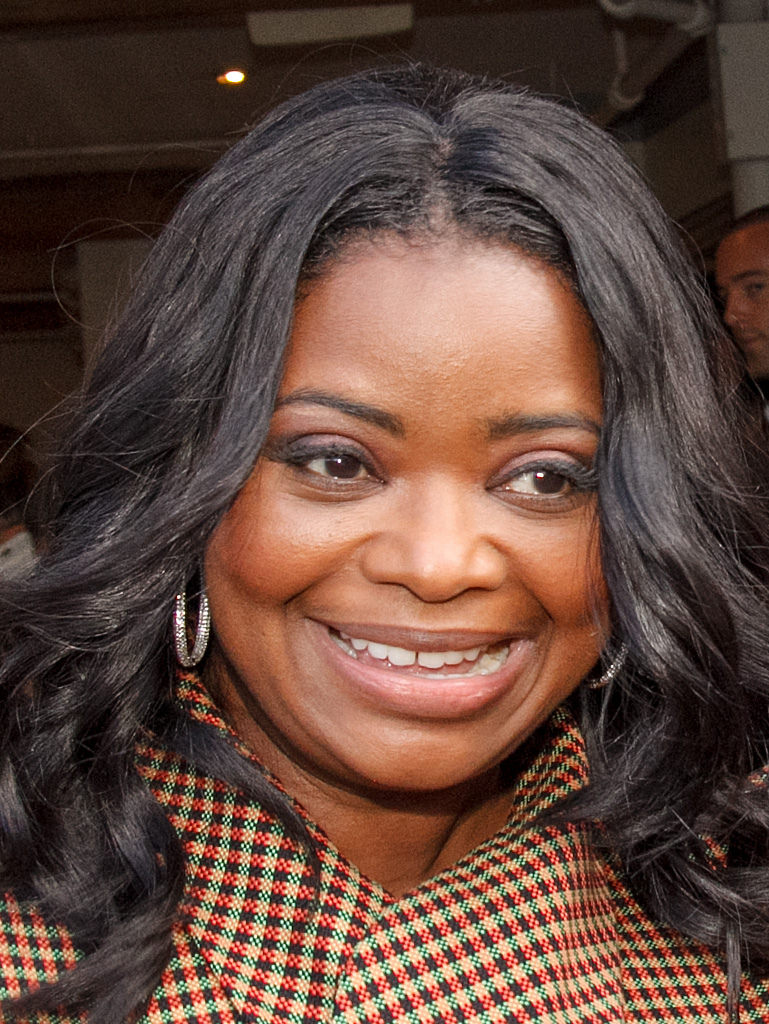
Octavia Spencer spielt Dorothy Vaughan

Im Rahmen des Toronto International Film Festivals 2016 wurden im September einem ausgewählten Publikum Ausschnitte des Films vorgestellt und ein Q&A mit Taraji P. Henson, Octavia Spencer, Janelle Monáe, dem Produzenten der Filmmusik Pharrell Williams und den Machern des Films veranstaltet. Im Anschluss folgte ein Konzert, bei dem Kim Burrell und Pharrell Williams erstmals das auf dem Soundtrack enthaltene Lied I See A Victory vorstellten. Am 9. Dezember 2016, dem Tag der Veröffentlichung des Soundtracks, stellten Burrell und Williams dieses Lied im Rahmen der Citi Concert Series in New York vor. Williams präsentierte dort auch das bereits vorab veröffentlichte Lied Runnin’.
Im Rahmen einer Sondervorführung wurde der Film am 1. Dezember 2016 im Virginia Air and Space Center in Hampton in Anwesenheit von Katherine Johnson vorgestellt. Johnson wurde im Anschluss ein zweites Mal von der NASA mit dem Group Achievement Award ausgezeichnet. Auch Octavia Spencer, die im Film Dorothy Vaughan spielt, war bei der Sondervorführung und der anschließenden Überreichung der Auszeichnung anwesend.
Am 10. Dezember 2016 erfolgte im SVA Theatre in New York eine Sondervorführung des Films. Am 15. Dezember 2016 folgten der Regisseur Theodore Melfi, die Produzentin Mimi Valdes und die Schauspieler Taraji P. Henson, Octavia Spencer, Janelle Monáe und Kevin Costner einer Einladung von Michelle Obama ins Weiße Haus, wo nach der Vorstellung des Films eine Diskussionsrunde stattgefunden hatte.
Der Film kam am 25. Dezember 2016 in ausgewählte US-amerikanische Kinos und startete dort am 6. Januar 2017 landesweit. Am 2. Februar 2017 kam der Film in die deutschen Kinos. Zuvor wurde der Film in Deutschland im Januar 2017 im Rahmen von Previews in ausgewählten Kinos und vorab auch an der Hochschule für Fernsehen und Film München in einer Vorstellung der Stiftung Bayerisches Amerikahaus in Kooperation mit 20th Century Fox gezeigt. Im Juni 2017 ist der Film in Deutschland als Blu-ray und auf DVD veröffentlicht worden.

## Rezeption

### Altersfreigabe
In Deutschland wurde der Film von der FSK ohne Altersbeschränkung freigegeben. In der Freigabebegründung heißt es: „Die Themen Rassentrennung und Bürgerrechte werden gut nachvollziehbar dargestellt, seinen selbstbewussten Protagonistinnen und ihren Geschichten nähert sich der Film in weitgehend ruhiger und sehr einfühlsamer Inszenierung. Kleinen Kindern erschließen sich das historische Setting und die politischen Hintergründe zwar noch nicht, eine emotionale Überforderung ist aber aufgrund der zurückhaltenden, durchweg familientauglichen Darstellung nicht zu befürchten.“

### Kritiken
Die Review-Aggregatorenseite Rotten Tomatoes wertete 323 Kritiken zu Hidden Figures aus und stufte 93 % davon als positiv ein. Aus den Kritiken mit Bewertung errechnete Rotten Tomatoes einen Durchschnitt von 7,7 von 10 möglichen Punkten (Stand 5. März 2025).
Catherine Shoard von The Guardian sagt, obwohl es ein wenig aussehe, als würde der Film versuchen, auf der #OscarsSoWhite-Welle zu reiten, seien seine eigentlichen Ambitionen viel bescheidener, denn der Film wolle auch sehr unterhaltsam und ein wenig lehrreich sein und zugleich auch durchgängig eine heitere Stimmung aufbauen.
Alonso Duralde von The Wrap meint, der Film erzähle eine Wohlfühlgeschichte von Heldinnen, die in Filmen unterrepräsentiert seien, doch weil die drei Frauen das richtige Zeug dazu hätten, habe dies auch der Film.
Pete Hammond von Deadline.com spricht von einer inspirierenden Geschichte, die vielen Menschen nicht bekannt war, aber erzählt werden musste und durch den Film, der mit überragenden Schauspielern besetzt sei, letztlich auch erzählt wurde.

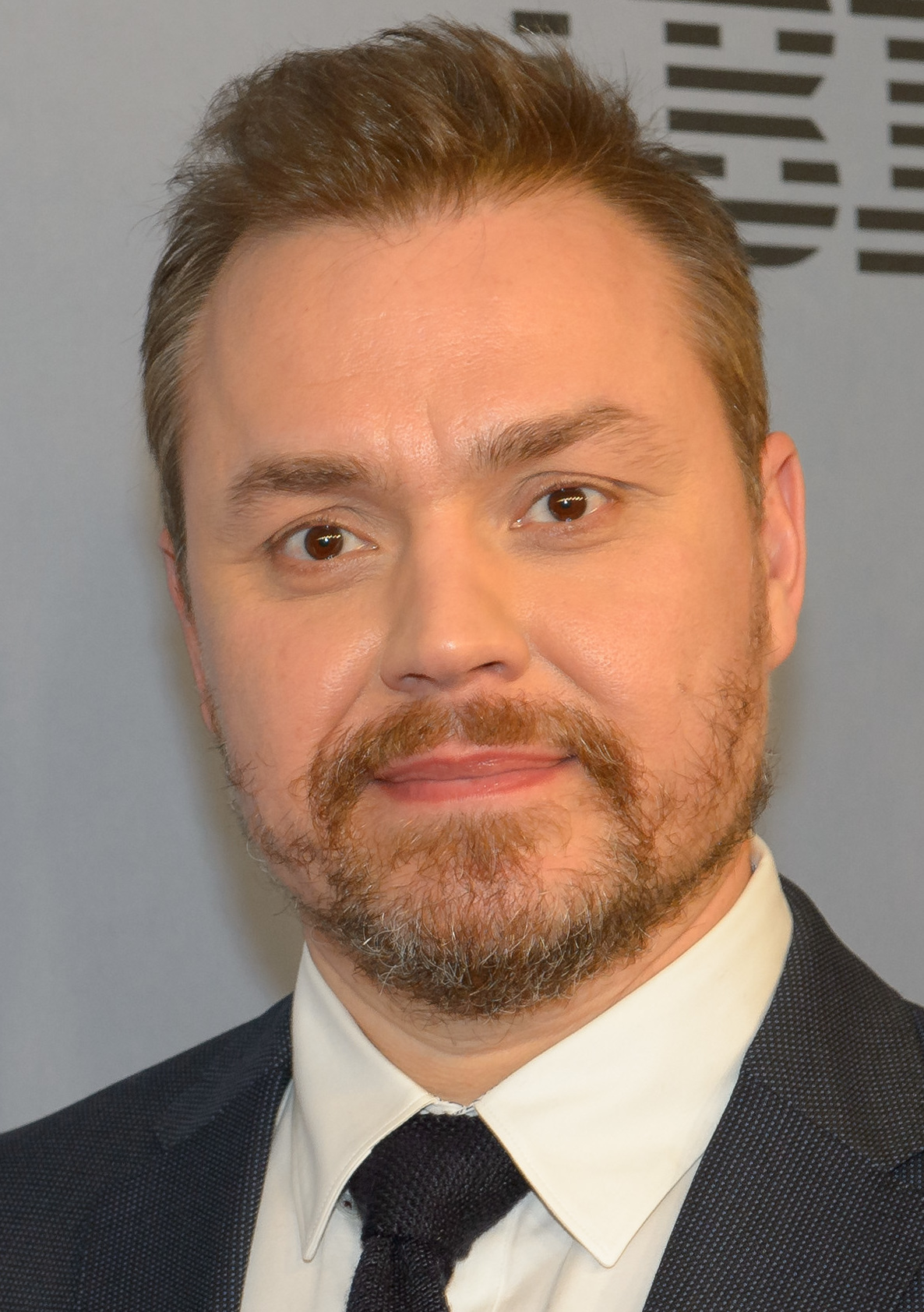
Regisseur Theodore Melfi

Patrick Heidmann von Spiegel Online sagt über den Film: „Statt zum belehrenden Historienstück zu werden, lässt er viel Raum für Humor. Das Gespür für die Zeit und ihre Themen vermittelt er dennoch sehr präzise und mit einfachen Mitteln: hier eine Archivaufnahme von Juri Gagarin, dort ein Gespräch am Esstisch über die Methoden der Bürgerrechtsbewegung.“ Zudem bemerkt Heidmann, eine von einem großen Studio verantwortete Mainstreamproduktion, in der ausschließlich schwarze Frauen im Mittelpunkt stehen, sei selbst im Jahr 2017 ungewöhnlich in Hollywood.
Nadine Lange von Zeit Online meint, es habe etwas Erhebendes, den drei Hidden-Figures-Heldinnen bei ihrem Aufstieg zuzusehen, der durch den gleichzeitig auf den Straßen und in den Kirchen stattfindenden Kampf der Bürgerrechtsbewegung kontextualisiert werde.
Susanne Leinemann von der Berliner Morgenpost sagt: „Man würde dem Film wünschen, dass auch er dieses Jahr beim Oscar etwas gewinnt. Besonders wenn man an die Wut im Jahr zuvor denkt, als viele schwarze Schauspieler ihre Teilnahme an der Oscarverleihung absagten, weil sie sich nicht genügend gewürdigt fühlten.“ Leinemann meint, der Film habe das Zeug zu einem Preis: „Er hat eine Haltung, er ist unterhaltsam und hervorragend gespielt. Und die USA sind über Nacht ein anderes Land geworden. Man rückt zusammen – auch Schwarz und Weiß.“
Fabian Tietke von der Tageszeitung analysiert: „In dieser Gegenüberstellung des Arbeitsalltags der drei Frauen mit den medialen Bildern körperlicher Gewalt gelingt Melfi eine Miniatur über den drohenden Rückfall in ebenjene Jahre vor der Einführung des Civil Rights Act of 1964, der freien Zugang zu Wahlen und das Ende der rassistischen Strukturierung des Alltags bedeuten sollte.“

### Einspielergebnis
In den USA vergaben die Zuschauer für den Film nach seinem Start den CinemaScore „A+“, was einer „1+“ entspricht.
Der Film kam am 25. Dezember 2016 in ausgewählte US-amerikanische Kinos und startete dort am 6. Januar 2017 landesweit, wonach er Platz 1 der US-Kino-Charts erreichte und sich dort fast zwei Wochen an der Spitze halten konnte. Der Film konnte dort bislang rund 169 Millionen US-Dollar einspielen. Auch in Neuseeland landete der Film nach seinem Start auf Platz 1 der Kino-Charts. Das weltweite Einspielergebnis beläuft sich auf rund 236 Millionen US-Dollar. In Deutschland verzeichnet der Film bislang 507.558 Besucher (Stand 25. Juni 2017).

### Einsatz im Schulunterricht
Im Frühjahr 2019 wurde der Film im Rahmen der SchulKinoWochen in Baden-Württemberg und Nordrhein-Westfalen vorgestellt.

### Auszeichnungen (Auswahl)
Der Film und die Beteiligten erhielten eine große Zahl von Nominierungen und Auszeichnungen, darunter eine Auszeichnung als Bester Film und eine Auszeichnung als Beste Schauspielerin für Taraji P. Henson im Rahmen der NAACP Image Awards 2017, drei Auszeichnungen im Rahmen der African-American Film Critics Association Awards 2017, eine Auszeichnung im Rahmen der Excellence in Production Design Awards 2017 der Art Directors Guild und eine Auszeichnung bei den Atlanta Film Critics Society Awards 2016. Im Rahmen der Oscarverleihung 2017 erhielt Hidden Figures – Unerkannte Heldinnen in drei Kategorien eine Nominierung, darunter eine als Bester Film. Die folgende Auflistung enthält eine Auswahl der bekanntesten Preisverleihungen.
Academy Awards 2017 („Oscars“)
- Nominierung als Bester Film (Donna Gigliotti, Peter Chernin, Jenno Topping, Pharrell Williams und Theodore Melfi)
- Nominierung für das Beste adaptierte Drehbuch (Theodore Melfi und Allison Schroeder)
- Nominierung als Beste Nebendarstellerin (Octavia Spencer)

Art Directors Guild Awards 2017
- Auszeichnung für das Beste Szenenbild in einem Historienfilm (Wynn Thomas)[55]

Artios Awards 2017
- Auszeichnung für das Beste Casting in der Kategorie Big Budget Drama[56]

British Academy Film Awards 2017
- Nominierung  für das Beste adaptierte Drehbuch (Theodore Melfi und Allison Schroeder)[57]

Critics’ Choice Movie Awards 2016 (Dezember)
- Nominierung für das Beste adaptierte Drehbuch (Theodore Melfi und Allison Schroeder)
- Nominierung als Beste Nebendarstellerin (Janelle Monáe)
- Nominierung als Bestes Schauspielensemble[58]

Golden Globe Awards 2017
- Nominierung als Beste Nebendarstellerin (Octavia Spencer)
- Nominierung für die Beste Filmmusik (Hans Zimmer, Pharrell Williams und Benjamin Wallfisch)[59]

Grammy Awards 2018
- Nominierung als Best Compilation Soundtrack For Visual Media
- Nominierung als Best Score Soundtrack For Visual Media (Benjamin Wallfisch, Pharrell Williams und Hans Zimmer)[60]

Hollywood Film Awards 2016
- Auszeichnung mit dem Hollywood Production Design Award (Wynn Thomas)
- Auszeichnung mit dem Spotlight Award (Janelle Monáe, auch für Moonlight)[61]

Hollywood Music in Media Awards 2016
- Nominierung als Bester Song in einem Spielfilm (Runnin’ von Pharrell Williams)

MTV Movie & TV Awards 2017
- Auszeichnung als Beste Heldin (Taraji P. Henson)
- Auszeichnung für den Best Fight against the System
- Nominierung als Beste Filmschauspielerin (Taraji P. Henson)[62]

National Board of Review Awards 2016
- Auszeichnung für das Beste Ensemble
- Aufnahme in die Top 10 Films[63]

Palm Springs International Film Festival 2016/17
- Auszeichnung mit dem Ensemble Performance Award[64]

Producers Guild of America Awards 2017
- Nominierung für The Darryl F. Zanuck Award (Donna Gigliotti, Peter Chernin, Jenno Topping, Pharrell Williams, Theodore Melfi)[65]

Satellite Awards 2016
- Nominierung als Bester Film
- Nominierung für das Beste adaptierte Drehbuch (Allison Schroeder)
- Nominierung für die Beste Filmmusik (Hans Zimmer)
- Nominierung als Bester Filmsong (Runnin’ von Pharrell Williams)
- Auszeichnung als Best Ensemble: Motion Picture
- Nominierung als Beste Hauptdarstellerin (Taraji P. Henson)
- Nominierung als Beste Nebendarstellerin (Octavia Spencer)[66][67]

Saturn Awards 2017

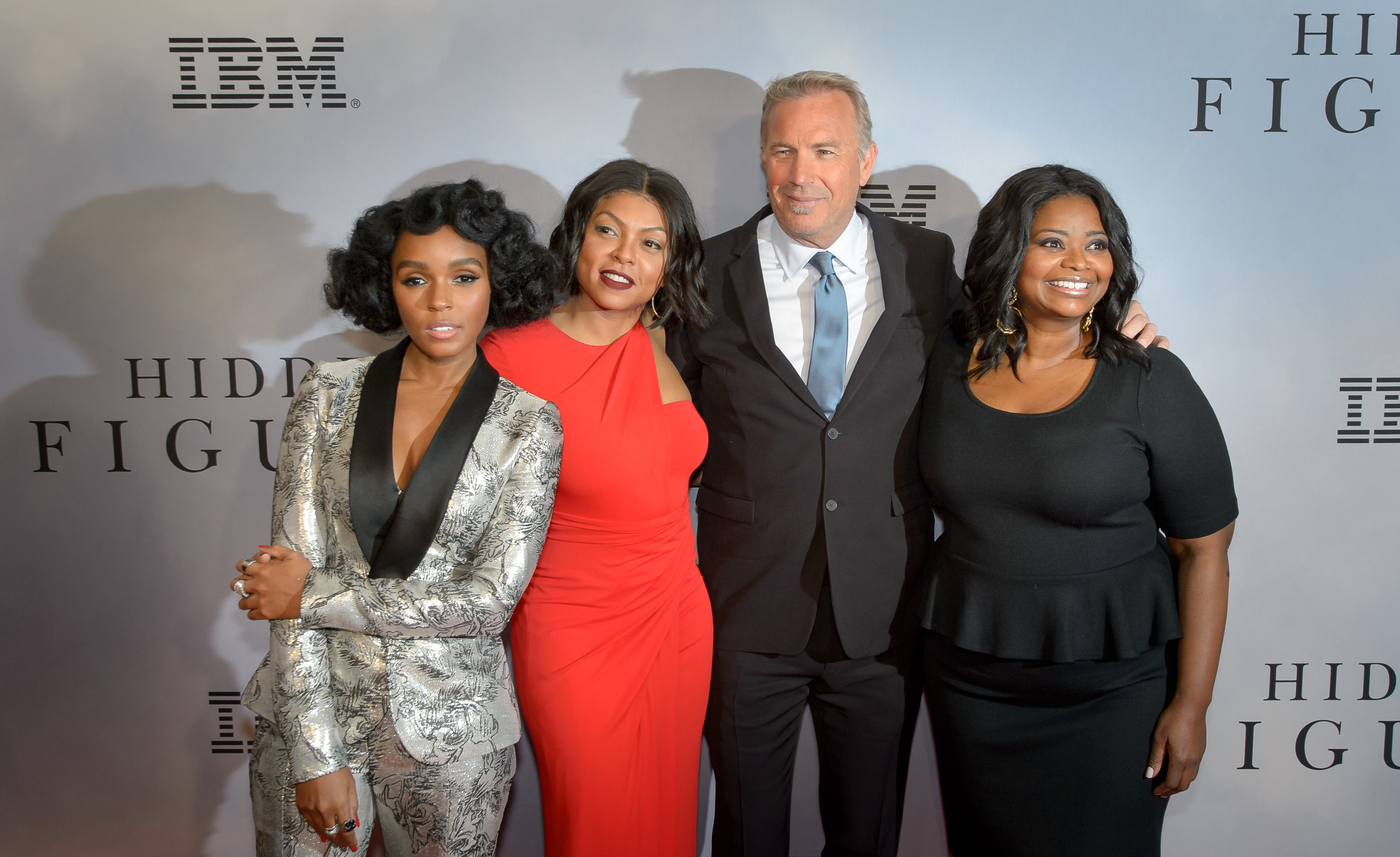
Die Hauptdarstellerinnen Janelle Monáe, Taraji P. Henson und Octavia Spencer mit Kevin Costner

- Auszeichnung als Bester Action-/Adventurefilm
- Nominierung als Beste Hauptdarstellerin (Taraji P. Henson)[68][69]

Screen Actors Guild Awards 2017
- Nominierung als Beste Nebendarstellerin (Octavia Spencer)
- Auszeichnung als Bestes Schauspielensemble in einem Film[70][71]

Writers Guild of America Awards 2017
- Nominierung in der Kategorie Bestes adaptiertes Drehbuch (Theodore Melfi und Allison Schroeder)[72]

## Spin-offs
Im April 2018 wurde bekannt, dass Nat Geo eine Fernsehserie entwickelt, die vom Film inspiriert ist.